# リュトメル
リュトメル（Ljutomer, ドイツ語: Luttenberg）は、スロベニアの北東にある市であり、シュタイエルスカ地方のマリボル市の40kmほど東に位置する。リュトメルはクロアチア国境に接している。
リュトメルは民俗学者スタンコ・ヴラズ Stanko Vraz (1810-1851)と言語学者フランツ・ミクロシッチ (1813-1891)の誕生地である。